# Please Stay
Please Stay je pesem avstralske pop pevke in tekstopiske Kylie Minogue, izdana preko njenega sedmega glasbenega albuma, Light Years (2000). Pesem so napisali Kylie Minogue, Richard Stannard, Julian Gallagher in John Themis, producirala pa sta jo Richard Stannard in Julian Gallagher. Pesem so izbrali za četrti singl z albuma. Pesem »Please Stay« je dance-pop pesem zmernega tempa, ki se od ostalih pesmi z albuma razlikuje zaradi zrelejše latino pop glasbe in je edina pesem Kylie Minogue z bolj latino slogom. Pesem je s strani glasbenih kritikov ob izidu prejela predvsem pozitivne ocene.
Pesem »Please Stay« na glasbenih lestvicah ni požela preveč uspeha, predvsem zato, ker so oboževalci favorizirali singl, ki je izšel za to pesmijo, »Your Disco Needs You«. Pesem je zasedla deseto mesto na britanski in petnajsto na avstralski glasbeni lestvici, kjer je za 35.000 prodanih izvodov prejela zlato certifikacijo s strani organizacije Australian Recording Industry of Australia. Videospot za pesem sta režirala James Frost in Alex Smith. V njem Kylie Minogue nastopa v avtomobilu, pleše v spalnici in nazadnje preko skrivnega prehoda odide na prijateljevo zabavo pod njeno hišo. S pesmijo je Kylie Minogue nazadnje nastopila na svoji svetovni turneji KylieX2008, pa še to le na koncertu v Pekingu, Kitajska.

## Ozadje
Pesem »Please Stay« so napisali Kylie Minogue, Richard Stannard, Julian Gallagher in John Themis, producirala pa sta jo Richard Stannard in Julian Gallagher. Izdali so jo kot četrti singl z albuma. Pesem »Please Stay« je dance-pop pesem z veliko elementi latino glasbe.

## Sprejem

### Sprejem kritikov
Novinar revije NME, Peter Robinson, je pesem pohvalil, predvsem zaradi »preprostosti, kakršna je tudi Kylie sama.« Napisal je tudi: »Saj ne, da je pesem 'Please Stay' popolnoma slepa - je le preprosta pesmica, tako kot Kylie sama, vendar moram priznati, da bi to lahko bila najbolj delom glasbene skupine Sash! podobna pesem z albuma Light Years.« Tudi novinar spletne strani Dooyoo.co.uk je pesem dodelil pozitivno oceno. Napisal je: »Z le nekoliko vpliva disko glasbe je pesem 'Please Stay' predstavljena v luči hitrejše akustične pesmi, ki jo spremljajo hiter tempo in nekoliko glasnejši pomirjujoči vokali Kylie Minogue, zaradi česar te pesem res pritegne in občutek imate, da ste se znašli sredi romantičnih pariških ulic.«

### Dosežki na lestvicah
Pesem »Please Stay« je po svetu požela nekaj uspeha. Debitirala je na petnajstem mestu avstralske glasbene lestvice, kjer pa je zatem ostala le še nekaj tednov. Kljub temu je prejela certifikacijo s strani organizacijeAustralian Recording Industry of Australia (ARIA). Pesem je debitirala na devetinšestdesetem mestu nizozemske lestvice, vendar že naslednji teden padla na sedeminsedemdeseto mesto. Debitirala je tudi na sedeminštiridesetem mestu švedske lestvice, kjer je ostala še tri tedne. Na britanski lestvici je pesem debitirala na desetem mestu in tam ostala še sedem tednov. Pesem pa še zdaleč ni požela toliko uspeha kot prejšnja dva singla z albuma Light Years.

## Videospot
Videospot za pesem »Please Stay« sta režirala James Frost and Alex Smith. Prične se s Kylie Minogue, ki se pelje v avtomobilu. Nato se pokaže neka ženska, ki ji je zelo podobna; leži na postelji v hiši, podobni dvorcu. Nato ob refrenu Kylie Minogue zapleše, kmalu po refrenu pa prične hoditi po osvetljeni skrivni poti. Po drogu zdrsi navzdol in obišče zabavo, ki se dogaja pod hišo. Dokler videospota ni konec, vsi udeleženci zabave skupaj plešejo ob pesmi.

## Seznam verzij
CD s singlom - 1
1. »Please Stay" (4:08)
2. »Santa Baby" (3:23)
3. »Good Life" (4:06)

CD s singlom - 2
1. »Please Stay« (4:08)
2. »Please Stay« (Flavov klubski remix) (6:33)
3. »Please Stay« (Hatirasov remix) (7:02)
4. »Please Stay« (videospot)

Evropski CD s singlom - 1
1. »Please Stay« (4:08)
2. »Santa Baby« (3:23)
3. »Good Life« (4:06)
4. »Please Stay« (videospot)

Evropski CD s singlom - 2
1. "Please Stay« (4:08)
2. "Santa Baby« (3:23)
3. »Please Stay« (videospot)

Kaseta s singlom
1. »Please Stay« (4:08)
2. »Santa Baby« (3:23)
3. »Good Life« (4:06)

### Uradni remixi
1. Različica z albuma (4:08)
2. Radijski remix (4:00)
3. Flavov razširjeni radijski remix
4. Flavov klubski remix (6:34)
5. Flavova klubska verzija
6. Hatirasov vokalni remix (7:03)
7. Hatirasov remix (7:02)
8. Remix Pumpin' Dolls
9. Radijska različica Pumpin' Dolls
10. Metrov remix (5:46)

## Nastopi v živo
Kylie Minogue je s pesmijo »Please Stay« nastopila na naslednjih koncertnih turnejah:
- KylieFever2002 (skupaj s pesmijo »In Your Eyes«)
- Showgirl: The Greatest Hits Tour (del akta Kar si Kylie zaželi, to Kylie dobi)
- KylieX2008 (nastopila le na koncertu 1. decembra 2008 v Pekingu)

## Dosežki in certifikacije
| Lestvica (2000)                               | Dosežek |
| --------------------------------------------- | ------- |
| Avstralija (ARIA)                             | 15      |
| Belgija (Flandrija; Ultratop 50)              | 10      |
| Belgija (Valonija; Ultratop 40)               | 13      |
| Nizozemska (Mega Single Top 100)              | 69      |
| Švedska (Sverigetopplistan)                   | 47      |
| Slovaška (IFPI)                               | 16      |
| Španija (PROMUSICAE)                          | 39      |
| Združeno kraljestvo (Official Charts Company) | 10      |

| Država     | Certifikacija |
| ---------- | ------------- |
| Avstralija | Zlata         |